# Lakshmipur (Distrikt)
Der Distrikt Lakshmipur (Bengalisch: লক্ষ্মীপুর জেলা, Lakṣmīpur jelā) ist ein Verwaltungsdistrikt im südöstlichen Bangladesch in der Division Chittagong.

## Geografie
Der 1440,39 km² Fläche umfassende Distrikt grenzt im Norden an den Distrikt Chandpur, im Osten an Noakhali, im Süden an die Distrikte Bhola und Noakhali sowie im Westen an die Distrikte Barishal und Bhola sowie den Fluss Meghna.
Die größten Flüsse sind Meghna, Dakatia, Katakhali, Rahmatkhali und Bhulua.

### Natur und Tierwelt
Die Vegetation entspricht der des gesamten Unterlaufs der Ganges und des Gangesdeltas mit zahlreichen immergrünen Bäumen. Hinzu kommen Obstbäume, Palmen und Bananenstauden.
Zur Tierwelt gehören Schakale, Füchse, der bengalische Mungo, Zibetkatzen, Eichhörnchen und Fledermäuse. Hinzu kommen zahlreiche Vogelarten, Fische, Reptilien, zahlreiche Schlangenarten und Amphibien.

### Klima
Das Klima ist subtropisch und die Temperaturen schwanken zwischen 14,4 und 34,3 °Celsius. Die durchschnittliche jährliche Regenmenge beträgt 3302 mm. Die durchschnittliche Luftfeuchtigkeit beträgt meist mehr als 70 %. In den Monaten von November bis März fällt wenig Regen. Juni, Juli und August sind die Monate mit dem meisten Regen.
Aufgrund seiner Lage wird das Gebiet immer wieder von Zyklonen, Überschwemmungen und Flutwellen heimgesucht.

## Geschichte
Bis ins 8. Jahrhundert gehörte die Region zum Königreich Pundra (Pundravardhana). Zu Beginn des 13. Jahrhunderts gehörte auch das Gebiet des heutigen Lakshmipur zum Königreich von Bhulua. Im Jahr 1279 griff das Sultanat von Delhi die Gegend an und im Jahr 1353 wurde das Gebiet vom Sultanat von Bengalen erobert. Die Mehrheit der Bevölkerung trat in der Zeit des Sultanats vom bisher dominierenden Buddhismus zum (sufistischen) Islam über. Dieses Sultanat und das nachfolgende Mogulreich kämpften jahrhundertelang mit dem Reich von Arakan um die Vorherrschaft. Trotz Unterstützung durch portugiesische Söldner gelang es den Arakanesen nie, die Gegend länger zu halten. Von 1666 bis 1760 war es fest in der Hand des Mogulreichs. Zur Zeit des Mogulreichs und während der Kolonialperiode war Lakshmipur ein militärischer Außenposten. Danach gehörte es zu Britisch-Indien als Teil der Chittagong-Division und des Distrikts Kumilla. In den ersten Jahrzehnten des 20. Jahrhunderts beteiligten sich die Einwohner des Distrikts aktiv an verschiedenen antikolonialen Bewegungen (Indigo-Unruhen, Sannyasi-Rebellion, Swadeshi-Bewegung). So besuchte Mohandas Gandhi die Gegend im Zuge der Swadeshi-Bewegung. Von 1947 bis 1971 war der Distrikt Teil von Ost-Pakistan in der Republik Pakistan. Von 1947 bis 1971 war der Distrikt Noakhali Teil von Ost-Pakistan in der Republik Pakistan. Beim Unabhängigkeitskrieg von Ost-Pakistan (heute Bangladesch) wurde das Gebiet am 7. Dezember 1971 von bengalischen Truppen befreit. Im Unabhängigkeitskampf von Pakistan 1971 fanden im Gebiet Lakshmipurs mehrere Schlachten statt. Am 5. Februar 1984 entstand der heutige Distrikt durch Abspaltung der Upazilas Lakshmipur, Raipur, Ramganj und Ramgati vom bisherigen Distrikt Noakhali.

## Bevölkerung

### Bevölkerungsentwicklung
Wie überall in Bangladesch wächst die Einwohnerzahl im Distrikt seit Jahrzehnten stark an. Dies verdeutlicht die folgende Tabelle:

### Bedeutende Orte
Einwohnerstärkste Ortschaft innerhalb des Distrikts ist der Distriktshauptort Lakshmipur. Weitere Städte (Towns) sind Raipur, Ramganj und Ramgati. Ein weiterer Ort mit mehr als 10000 Einwohnern ohne Stadtrecht ist Kamalnagar. Die städtische Bevölkerung macht insgesamt nur 15,21 Prozent der gesamten Bevölkerung aus. Die Einwohnerzahlen:

## Verwaltung
Lakshmipur wurde 1860 administrativ Noakhali untergeordnet geschaffen. 1979 wurde Lakshmipur als Subdistrikt umgewandelt, und seit 1984 ist es ein selbständiger Verwaltungsdistrikt, der administrativ unterteilt ist in die fünf sogenannten Upazilas: Lakshmipur Sadar, Raipur, Ramganj, Ramgati und Kamalnagar. Innerhalb dieser Verwaltungsunterteilung gibt es vier selbstverwaltende Städte (municipalities), 58 Union Parishads (Dorfräte) und 547 Dörfer.

## Wirtschaft
Vom 16. bis 19. Jahrhundert wurde in der Gegend so viel Salz gewonnen, dass es exportiert wurde. Insgesamt gibt es (2011) 1.270.798 Personen, die älter als 10 Jahre alt sind. Von diesen sind 409.146 Personen in der Schule, 19.581 Menschen auf Arbeitssuche und 455.777 Menschen arbeiten in einem Haushalt. 386.294 Personen sind in einer bezahlten Erwerbstätigkeit. Davon arbeiten 208.073 (=53,9 Prozent) Personen in Landwirtschaft und Fischerei, 36.132 in der Industrie und 142.089 Menschen im Bereich Dienstleistungen.
Landwirtschaftliche Haupterzeugnisse sind Reis, Hülsenfrüchte, Sojabohnen, Erdnüsse, Senfkörner, Chili, Kartoffeln und verschiedene Gemüse. Als am meisten verbreiteten Obstsorten und Beeren gelten Mangos, Wassermelonen, Jackfrucht, Papayas, Kokosnüsse, Betelnüsse, Bananen und Limonen. Die Hauptexporterzeugnisse sind Erdnüsse, Betelnüsse, Fische, Chili und Wassermelonen.

## Gesundheit
Es gibt ein einziges Krankenhaus und in jedem Unterbezirk ein Gesundheitszentrum. Auf örtlicher Ebene gibt es zudem kleinere Gesundheitszentren und Familienplanungszentren.

## Verkehr
Im ganzen Distrikt gibt es nur wenige Bahnlinien. Deshalb wickelt sich der regionale Verkehr meist mit Autorikschas und Kleinbussen und der überregionale Verkehr mit Bussen ab. Wegen der Lage am Meer und zahlreichen Flüssen ist in Teilen des Distrikts zudem der Wassertransport wichtig.